# Sidi Khelifa
Sidi Khelifa là một đô thị thuộc tỉnh Mila, Algérie. Dân số thời điểm năm 2002 là 4.505 người.